# Armoiries de la Palestine
Les armoiries de la Palestine comprennent les couleurs panarabes du drapeau palestinien sur un bouclier tenu par l'aigle de Saladin. L'aigle repose sur une frange horizontale dans laquelle est écrit "Palestine" en arabe :"فلسطين".

## Anciennes armoiries

Les armoiries de la Jordanie seront utilisées lors de l'occupation de la Cisjordanie par la Jordanie (1948-1967)
Les armoiries de la république arabe unie seront utilisées lors de l'Occupation de la Bande de Gaza par l'Égypte (1959-1967)
Le logo de l'armée israélienne fut utilisée durant le gouvernement militaire israélien (1967-1981/1982) et l'administration civile israélienne (1981-1994)